# Disabled Peoples’ International
Disabled Peoples’ International (DPI) ist eine internationale Nichtregierungsorganisation mit Sitz in Ottawa und mit regionalen Niederlassungen in Asien-Pazifik, dem Mittleren Osten, Europa, Afrika, Lateinamerika und Nordamerika und der Karibik.
Es ist ein Netzwerk von nationalen Organisationen oder Vereinigungen von Menschen mit Behinderungen, gegründet im Jahr 1981, um die Menschenrechte von Menschen mit Behinderungen durch eine volle Teilhabe, Angleichung der Chancen und Entwicklungsmöglichkeiten zu fördern. DPI unterstützt Organisationen in über 120 Nationen bei den alltäglichen Problemen.
Die Ziele sind:
- Förderung der Menschenrechte von Menschen mit Behinderungen;
- Förderung der wirtschaftlichen und sozialen Integration von Menschen mit Behinderungen;
- Entwicklung und Unterstützung von Organisationen von Menschen mit Behinderungen.

DPI hat einen Sonderstatus als Berater bei den Vereinten Nationen und arbeitet mit vielen internationalen Organisationen und Regierungen der Welt zusammen.
Im Jahr 1992 initiierte der Verband den europäischen Protesttag zur Gleichstellung von Menschen mit Behinderungen, der seither jährlich am 5. Mai begangen wird, 2011 beispielsweise unter dem Motto „Inklusion beginnt im Kopf“.
Der deutsche Zweig des Verbandes ist die Interessenvertretung Selbstbestimmt Leben.